# Новосільський район
Новосільський район (рос. Новосильский район) — адміністративно-територіальна одиниця (район) та муніципальне утворення (муніципальний район) у складі Орловської області Російської Федерації.
Адміністративний центр — місто Новосіль.

## Історія
- Район утворено 30 липня 1928 року у складі Орловського округу Центрально-Чорноземної області.
- 13 червня 1934 року після ліквідації Центрально-Чорноземної області район увійшов до складу новоствореної Курської області.
- Від 1937 року Новосільський район був переданий з Курської області в Орловську область.

## Населення
| 1959   | 1970    | 1979    | 1989    | 2002    | 2009  | 2010  |
| ------ | ------- | ------- | ------- | ------- | ----- | ----- |
| 20 789 | ↗26 531 | ↘19 114 | ↘16 800 | ↘10 591 | ↘9594 | ↘8561 |
| 2012   | 2013    | 2014    | 2015    | 2016    | 2017  | 2018  |
| ↘8392  | ↘8197   | ↘8061   | ↘7843   | ↘7667   | ↘7527 | ↘7435 |